# إيايدو

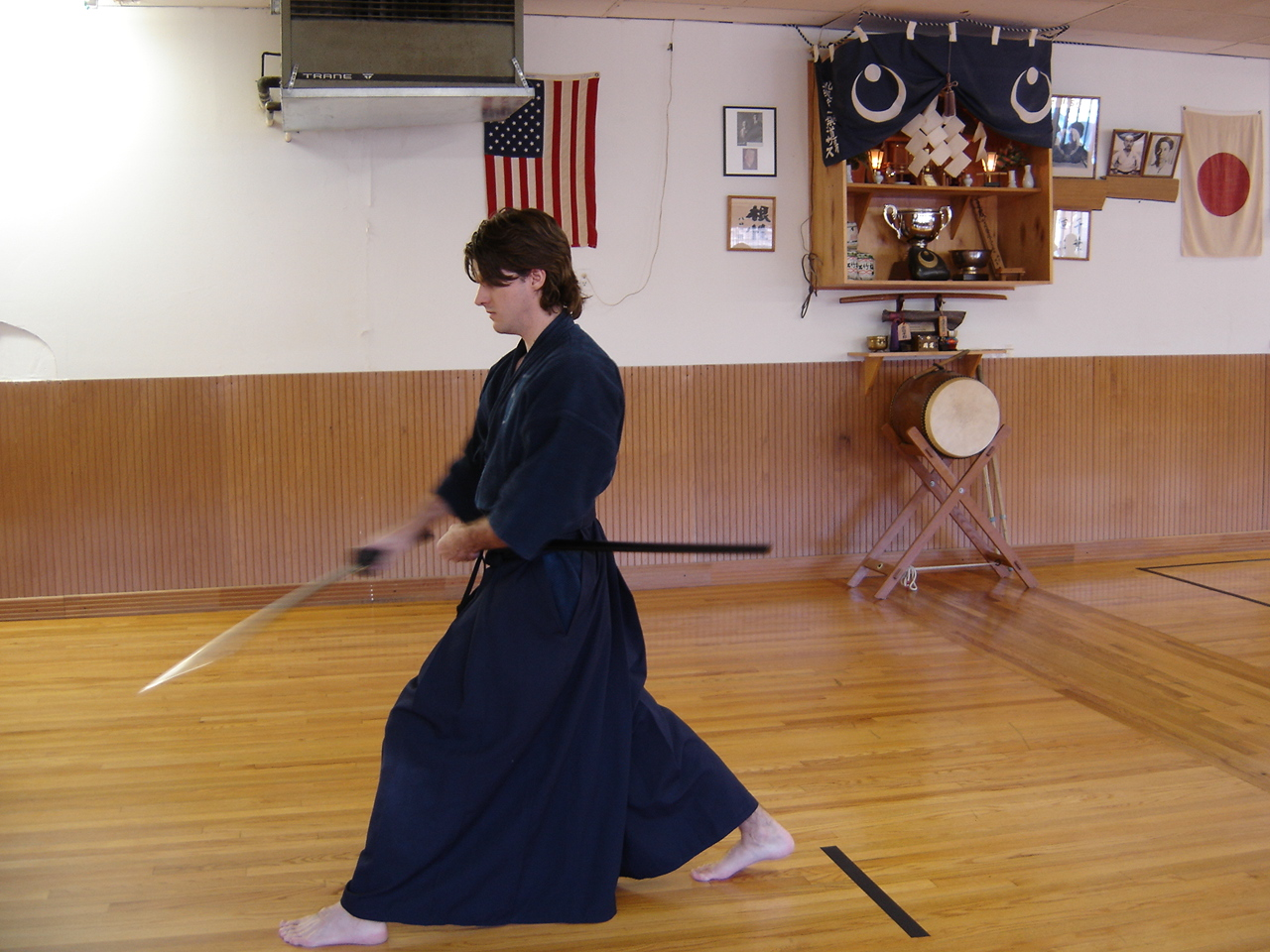
مقاتل إيايدو أثناء ضرب سيفه.

الإيايدو (باليابانية 居合道) فن من الفنون القتالية اليابانية الحديثة يهتم بطريقة تجريد السيوف (أي سحبها من غمدها).
وتذكر أحيانا تحت مسمى باتو وإياي نوكي وهي فن من الفنون الذي كان يتدرب عليه الساموراي القدامى، وأسس هذا الفن ناكاياما هاكودو. ومن أشهر مدربي هذا الفن المايسترو الياباني إيساو ماتشي.